# Phyllanthus junceus
Phyllanthus junceus är en emblikaväxtart som beskrevs av Johannes Müller Argoviensis. Phyllanthus junceus ingår i släktet Phyllanthus och familjen emblikaväxter. Inga underarter finns listade i Catalogue of Life.